# Gougoutiantkari
Gougoutiantkari (en géorgien : გუგუტიანთკარი) est un village géorgien de la municipalité de Gori (région de Shida Kartli). Il fait partie du thème de Mereti, situé sur le plateau de Karthli intérieure, sur la rive droite de la rivière Tcharebouli. Le village s'élève à 920 mètres d'altitude et se trouve à 32 kilomètres de la ville de Gori.

## Démographie
Selon le recensement de 2014, 144 personnes vivent dans le village.
| Année | Recenssement | Hommes | Femmes |
| ----- | ------------ | ------ | ------ |
| 2002  | 228          | 108    | 120    |
| 2014  | 144          | 71     | 73     |